# 約旦阿拉伯航空
約旦阿拉伯航空（阿拉伯语：‎）是一家總部位於約旦安曼的航空公司，於2014年12月成立，它為阿拉伯航空的子公司。

## 航點
| 旗幟 | 城市       | 國家       | 機場名稱                                | 備註     |
|      | 沙姆沙伊赫 | 埃及       | 沙姆沙伊赫国际机场                      |          |
|      | 第比利斯   | 格魯吉亞   | 第比利斯國際機場                        |          |
|      | 艾比爾     | 伊斯克     | 艾比爾國際機場                          |          |
|      | 安曼       | 約旦       | 阿勒娅王后国际机场                      | 樞紐機場 |
|      | 利雅得     | 沙特阿拉伯 | 哈立德国王国际机场                      |          |
|      | 吉達       | 沙特阿拉伯 | 阿卜杜勒-阿齐兹国王国际机场             |          |
|      | 達曼       | 沙特阿拉伯 | 法赫德国王国际机场                      |          |
|      | 麦地那     | 沙特阿拉伯 | 穆罕默德·本·阿卜杜勒-阿齐兹亲王国际机场 |          |

## 外部連結
- 阿拉伯航空官方網站 （页面存档备份，存于）（阿拉伯文）（英文）